# 변산 (영화)
"변산"(邊山)은 2018년 7월 4일에 개봉한 대한민국의 영화이다.

## 줄거리
학수(박정민)는 어머니 장례식에도 오지 않았던 건달 아버지와 ‘보여줄 건 노을밖에 없는 고향(부안군)’을 떠나 서울에서 래퍼의 꿈을 키우고 있다. <쇼미더머니> 도전만 6번째, 계속된 탈락에 지칠 무렵 아버지가 쓰러졌다는 전화를 받는다. 오랜만에 찾은 고향은 많은 것이 변했다. 자신을 남몰래 좋아했던 선미(김고은)는 작가가 되었고, 자기가 괴롭혔던 친구 용대(고준)는 건달이 되었으며, 자신의 시를 훔쳐간 교생 원준(김준한)은 지역신문기자가 되어 나타난다. 흑역사와 차례로 마주한 학수는 도망칠 곳이 없다.

## 캐스팅
- 박정민 : 김학수 / 심뻑 역
- 김고은 : 정선미 역
- 장항선 : 김두창 역
- 정규수 : 정규수 역
- 신현빈 : 류미경 역
- 고준 : 김용대 역
- 김준한 : 최원준 역
- 정선철 : 중식 역
- 배제기 : 상렬 역
- 최정헌 : 구복 역
- 임성재 : 석기 역
- 한별 : 앤덥 역
- 김광휘 : 에보니 역
- 류성현 : 소장 역
- 신문성 : 경찰 1 역
- 윤태수 : 경찰 2 역
- 이승훈 : 올림픽 금메달 역
- 김철환 : 올림픽 은메달 역
- 표준호 : 올림픽 동메달 역
- 차순배 : 의사 역
- 오대성 : 간호사 역
- 배영란 : 혜옥 역
- 김형주 : 여고생 1 역
- 설찬미 : 여고생 2 역
- 김정현 : 래퍼 1 역
- 유영빈 : 래퍼 2 역
- 황인보 : 사회자 역
- 우보라 : 차주인 역
- 성홍일 : 형사 1 역
- 전성원 : 형사 2 역
- 조하석 : 담임 역
- 김양훈 : 가게주인 역
- 이혜원 : 내연녀 역
- 윤슬 : 리포터 역
- 최대성 : 환자 1 역
- 박신혜 : 옆병실 아줌마 역
- 김지성 : 어린 학수 역
- 강현구 : 어린 용대 역
- 곽은찬 : 어린 상렬 역
- 홍준석 : 어린 구복 역
- 이예찬 : 어린 석기 역
- 박선주 : 피아노 아이 역
- 이세랑 : 병실 엄마 역
- 이명자 : 병실 할머니 역
- 이호민 : 병실 아이 역
- 안희주 : 편의점 주인 역
- 김희주 : 여고생들 역
- 김영아 : 여고생들 역
- 박수연 : 여고생들 역
- 황경하 : 디제이 역
- 최원정 : 학수 모 역
- 김나은 : 미용사 역
- 김용구 : 짜장면 배달원 역
- 이재성 : 횟집 주인 역
- 차신혜 : 횟집 주인 역
- 김민식 : 지코 역
- 이민섭 : 딘 역
- 손병군 : 타이거JK 역
- 정호연 : 비지 역
- 이정현 : 동창들 역
- 유연석 : 동창들 역
- 김윤미 : 동창들 역
- 홍성오 : 동창들 역
- 윤영호 : 동창들 역
- 두경민 : 동창들 역
- 하현수 : 동창들 역
- 김수정 : 동창들 역
- 서주현 : 동창들 역
- 고유 : 동창들 역
- 이현정 : 동창들 역
- 박지선 : 동창들 역
- 조영민 : 동창들 역
- 황민형 : 동창들 역
- 이성호 : 동창들 역
- 김성관 : 동창들 역
- 김수원 : 동창들 역
- 임주신 : 동창들 역
- 이고은 : 동창들 역
- 배병엽 : 동창들 역
- 강장원 : 동창들 역

### 특별 출연
- 얀키 : 2차 예선 래퍼 역
- 매드 클라운 : 심사위원 역
- 도끼 : 심사위원 역
- 더 콰이엇 : 심사위원 역
- 던밀스 : 심사위원 역
- 김진표 : 쇼미 MC 역
- 방준석 : 방백 역
- 백현진 : 방백 역
- 송경철 : 환자 역
- 김세겸 : 환자 역

## 수상
- 2018년 제19회 부산영화평론가협회상 남우주연상 - 박정민